# Grupo RAR
Grupo RAR é um grupo português, sediado no Porto.  Um dos principais grupos económicos portugueses, que integra um portefólio de negócios diversificado, que inclui as áreas de embalagem, alimentar, imobiliária e serviços. O Grupo RAR está presente em Portugal, na Alemanha, no Brasil, nos Emirados Árabes Unidos, em Espanha, no México, na Polónia e no Reino Unido. 
Compreende as empresas Acembex, Centrar, Colep, RAR Açúcar, RAR Imobiliária e Vitacress.

Foi fundado em 1962 por João Macedo Silva com um capital total de cerca de 10 mil contos.